# Песма за Евровизију
Песма за Евровизију (ПзЕ) је српски музички фестивал који организује Радио-телевизија Србије у сарадњи са Sky Music. Од свог оснивања 2022. године се користи као национално финале Србије за Песму Евровизије.

## Позадина
У октобру 2021. године је објављено да Беовизија више неће бити коришћена за избор српског представника, пошто је компанија Мегатон раскинула сарадњу са Радио-телевизијом Србије. Уместо ње, нови избор представника је био планиран под првобитним именом РТС такмичење за Песму Евровизије у марту 2022. године. Назив новог избора за српског представника на Песми Евровизије је откривен као Песма за Евровизију.

## Правила и формат

### Формат
Такмичење се састоји од две полуфиналне вечери и финалне вечери. Из сваке полуфиналне вечери се одређен број песама (углавном око пола) пласира у финале.

### Гласање
Сваке вечери, жири и публика додељују 12, 10 и 8—1 поен за својих 10 омиљених песама. У полуфиналима, предодређен број песама које су оствариле најбољи резултат пролазе у финале; 2022. је то било девет, а 2023. и 2024. осам. У финалу, песма са највише поена је победник. У случају нерешеног резултата, она песма која је имала више поена публике је завршила са бољим резултатом. У случају да две или више песама имају исти број поена жирија, она песма која је имала више 12 поена је завршила са бољим резултатом. Ако је резултат и даље нерешен, процес се понавља са 10 поена. Процес се понавља са свим поенима све док изједначење није решено. У случају да се изједначење не може преломити на овај начин, редослед којим је председник жирија оценио ове песме се користи да се изједначење преломи. Ако председник жирија није гласао ни за једну од песама у изједначењу, мора писмено да се изјасни о њиховом пласману одмах по добијеним резултатима жирија. У случају да две или више песама имају исти број телегласова, пласман се одређује бројем пристиглих гласова на десетоминутном пресеку. Ако изједначење још увек није преломљено, исти процес се понавља са петоминутним пресеком. У случају да није могуће добити резултате гласања публике, само жири одлучује пласман песама.
Жири своје гласове даје током генералне пробе.
Првобитно је за издање 2024. најављена промена система гласања, те би се користио пропорционални систем рачунања гласова публике, али се од тога одустало. Као разлог, наведено је то да је РТС у обавези да се држи начина гласања наведеног у правилнику донесеног када је конкурс расписан, али да ће се промена размотрити за 2025. годину.

#### Чланови жирија
У полуфиналима и финалу сваког издања гласају два различита састава жирија.
| Година | 1. члан             | 2. члан          | 3. члан          | 4. члан          | 5. члан/председник | Реф.          |
| ------ | ------------------- | ---------------- | ---------------- | ---------------- | ------------------ | ------------- |
| 2022.  | Жељко Васић         | Тијана Милошевић | Војислав Аралица | Тијана Богићевић | Биљана Крстић      | [ 11 ]        |
| 2023.  | Маја Цветковић      | Ана Станић       | Војислав Аралица | Филип Булатовић  | Зоран Лесендрић    | [ 12 ] [ 13 ] |
| 2024.  | Владимир Јовановић  | Жељко Васић      | Милош Михајловић | Милош Рогановић  | Гоца Тржан         | [ 14 ]        |
| 2025.  | Николета Дојчиновић | Миљан Танић      | Невена Божовић   | Андреј Илић      | Александар Локнер  | [ 15 ]        |

| Година | 1. члан              | 2. члан                 | 3. члан        | 4. члан             | 5. члан/председник | Реф.   |
| ------ | -------------------- | ----------------------- | -------------- | ------------------- | ------------------ | ------ |
| 2022.  | Драган Илић Илке     | Слободан Слоба Марковић | Уна Сенић      | Владимир Николов    | Неда Украден       | [ 11 ] |
| 2023.  | Лена Ковачевић       | Драган Ђорђевић         | Невена Божовић | Слободан Вељковић - Coby| Александар Локнер  | [ 12 ] |
| 2024.  | Зоран Живановић Жика | Сајси МС                | Дејан Петровић | Александар Седлар   | Марија Шерифовић   | [ 14 ] |
| 2025.  | Снежана Вукомановић  | Драган Ђорђевић         | Зорја          | Дејан Костић        | Слободан Марковић  | [ 15 ] |

### Такмичари
Сви певачи морају да имају навршених 16. година на 1. мај године одржавања тог издања Песме за Евровизију. Сви певачи морају да буду држављани Србије, док не постоје ограничења на то ко може да буде композитор, текстописац или аранжер. Највише 6 људи може да изводи неку песму.
У табели испод су наведени извођачи Песме за Евровизију који су се појавили на такмичењу више пута.
| Број учешћа | Извођач(и)              | Година            |
| ----------- | ----------------------- | ----------------- |
| 3           | Зејна                   | 2022, 2023, 2024. |
| 3           | Гифт                    | 2022, 2023, 2025. |
| 3           | Filarri                 | 2023, 2024, 2025. |
| 2           | Алекса Вучковић         | 2022, 2025.       |
| 2           | Angellina               | 2022, 2023.       |
| 2           | Бибер                   | 2022, 2025.       |
| 2           | Бојана и Давид          | 2024, 2025.       |
| 2           | Бане Лалић              | 2022, 2023.       |
| 2           | Борис Суботић           | 2022, 2023.       |
| 2           | Димитрије Борчанин      | 2022, 2025.       |
| 2           | Зорја                   | 2022, 2024.       |
| 2           | Ивона                   | 2022, 2023.       |
| 2           | Ивана Владовић          | 2022, 2024.       |
| 2           | Игор Симић              | 2022, 2025.       |
| 2           | Јелена Пајић            | 2022, 2025.       |
| 2           | Констракта              | 2022, 2024.       |
| 2           | Милан Бујаковић         | 2023, 2024.       |
| 2           | 2023, 2024.             |                   |
| 2           | Принц                   | 2023, 2025.       |
| 2           | Тијана Дапчевић         | 2022, 2023.       |
| 2           | Филип Балош             | 2023, 2024.       |
| 2           | Chegi и Браћа Блуз бенд | 2022, 2023.       |

### Песме
Такмичарске песме не смеју да буду објављене делимично или у целини пре 1. септембра године која је дошла пре Песме за Евровизију (нпр, за Песму за Евровизију ’22, песме нису смеле да буду објављене пре 1. септембра 2021). Песме не смеју да буду дуже од 3 минута.
На издањима 2022. и 2023, текстови песама морали су да буду на језицима у званичној употреби у Републици Србији, али се ово правило није оштро примењивало. Од 2024, сви текстови песама морају да буду барем 51% на званичним језицима Србије.

### Водитељи
Програм је закључно са 2024. водила Драгана Косјерина Пердув са гостујућим водитељем који се мењао једном годишње, док су зелену собу водили Кристина Раденковић и Стефан Поповић. На издању 2022, презентер је са Драганом Косјерином био Јован Радомир, 2023. Милан Марић, а 2024. Славен Дошло.
Кристина Раденковић се 2025. године придружила Драгани Косјерини као водитељка програма, а њу је у зеленој соби заменио Ђорђе Живадиновић.

## Издања
Песма за Евровизију се одржава сваке године од 2022.
| Година | Датуми                      | Победници  | Победници        | Пласман на Песми Евровизије | Реф.                 |
| Година | Датуми                      | Извођач(и) | Песма            | Пласман на Песми Евровизије | Реф.                 |
| ------ | --------------------------- | ---------- | ---------------- | --------------------------- | -------------------- |
| 2022.  | 3, 4. и 5. март             | Констракта | In corpore sano  | 5. место                    | [ 3 ] [ 11 ] [ 20 ]  |
| 2023.  | 1, 2. и 4. март             | Luke Black | Само ми се спава | 24. место                   | [ 21 ] [ 22 ] [ 23 ] |
| 2024.  | 27. и 29. фебруар и 2. март | Teya Dora  | Рамонда          | 17. место                   | [ 24 ] [ 25 ]        |
| 2025.  | 25, 26. и 28. фебруар       | Принц      | Мила             | 14. место у полуфиналу      | [ 26 ] [ 27 ]        |

## Награде

### ОГАЕ Србија
ОГАЕ Србија, званични клуб љубитеља Евровизије у Србији, сваке године додељује своју награду за најбољу песму према оцени чланова удружења. Чланови гласају за своју омиљену песму и наступ на фестивалу Песме за Евровизију.
| Година | Извођач     | Песма            | Место на ПЗЕ | Реф.   |
| ------ | ----------- | ---------------- | ------------ | ------ |
| 2022.  | Констракта  | In corpore sano  | 1. место     | [ 29 ] |
| 2023.  | Luke Black  | Само ми се спава | 1. место     | [ 30 ] |
| 2024.  | Констракта  | Ново, боље       | 4. место     | [ 31 ] |
| 2025.  | Harem Girls | Аладин           | 2. место     | [ 32 ] |

### Music Awards Ceremony
На доделама награда за музичка постигнућа, Music Awards Ceremony 2023, Песма за Евровизију '22 номинована је за најбољи фестивал.

## Преноси и гледаност
Песма за Евровизију се сваке године преноси на каналима РТС 1 и РТС Свет, на радио каналу Радио Београд 1, као и на платформама РТС Планета и YouTube.
| Година | Канал                | Такмичарско вече | Такмичарско вече | Такмичарско вече | Реф.                               |
| Година | Канал                | Прво полуфинале  | Друго полуфинале | Финале           | Реф.                               |
| ------ | -------------------- | ---------------- | ---------------- | ---------------- | ---------------------------------- |
| 2022.  | РТС 1                | 1.400.000        | 1.600.000        | 1.500.000        | [ 34 ] [ 35 ] [ 36 ] [ 37 ]        |
| 2022.  | РТС Свет             |                  |                  |                  | [ 34 ] [ 35 ] [ 36 ] [ 37 ]        |
| 2022.  | Радио Београд 1      | Без преноса      | Без преноса      |                  | [ 34 ] [ 35 ] [ 36 ] [ 37 ]        |
| 2022.  | YouTube (РТС)        |                  |                  | 400.000          | [ 34 ] [ 35 ] [ 36 ] [ 37 ]        |
| 2023.  | РТС 1                | 1.200.000        | 1.100.000        | 1.500.000        | [ 38 ] [ 39 ] [ 40 ] [ 41 ] [ 42 ] |
| 2023.  | РТС Свет             |                  |                  |                  | [ 38 ] [ 39 ] [ 40 ] [ 41 ] [ 42 ] |
| 2023.  | Радио Београд 1      | Без преноса      | Без преноса      |                  | [ 38 ] [ 39 ] [ 40 ] [ 41 ] [ 42 ] |
| 2023.  | YouTube (РТС)        |                  |                  |                  | [ 38 ] [ 39 ] [ 40 ] [ 41 ] [ 42 ] |
| 2024.  | РТС 1                | 1.300.000        | 1.265.000        | 1.645.000        | [ 43 ] [ 44 ] [ 45 ] [ 46 ]        |
| 2024.  | РТС Свет             |                  |                  |                  | [ 43 ] [ 44 ] [ 45 ] [ 46 ]        |
| 2024.  | Радио Београд 1      | Без преноса      | Без преноса      |                  | [ 43 ] [ 44 ] [ 45 ] [ 46 ]        |
| 2024.  | YouTube (РТС)        |                  |                  |                  | [ 43 ] [ 44 ] [ 45 ] [ 46 ]        |
| 2025.  | РТС 1                | 1.116.000        |                  | 1.300.000        | [ 47 ] [ 48 ] [ 49 ] [ 50 ]        |
| 2025.  | РТС Свет             |                  |                  |                  | [ 47 ] [ 48 ] [ 49 ] [ 50 ]        |
| 2025.  | Радио Београд 1      | Без преноса      | Без преноса      |                  | [ 47 ] [ 48 ] [ 49 ] [ 50 ]        |
| 2025.  | YouTube (РТС)        |                  |                  |                  | [ 47 ] [ 48 ] [ 49 ] [ 50 ]        |
| 2025.  | YouTube (Евровизија) | Без преноса      | Без преноса      |                  | [ 47 ] [ 48 ] [ 49 ] [ 50 ]        |

## Критике

### Систем гласања
Пишући за сајт ESC Serbia, Страхиња Малић Катанић критиковао је такмичење због „непотизма”, истичући да су чланови жирија углавном блиски сарадници РТС-а, те да у српској музичкој индустрији људи познају једни друге и да би један од начина за ублажавање тога био повећање броја чланова жирија, као и „убацивање [у жири] људе блиске [музичкој] индустрији или Евровизији”. Такође је упутио критике због „генерацијског дисбаланса” у жирију, где је просечна старост жирија у полуфиналима 2022. и 2023. била преко 50 година, у финалу 2022. преко 60 година, а у финалу 2023. преко 40 година. Он је такође похвалио најаву увођења пропорционалног система гласања на такмичење 2024, али се од те промене (бар 2024. године) одустало.

### Оптужбе за намештање
Певачи Маја Николић и Аца Лукас су пре, током и након издања 2022. тврдили да је такмичење намештено. Драган Којић Кеба, Сара Милутиновић и Саша Мирковић су имали притужбе на селекцију учесника 2023. године.

### 2024.
По завршетку издања 2024, због незадовољства резултатима такмичења, тј. зато што победница није била Бресквица са песмом Гнездо орлово покренута је петиција да се понови гласање, као и да само публика одлучи о победнику. Чланица жирија у финалу те године, Сајси , доделила је тој песми нула поена, што је изазвало мешовите реакције у јавности, а РТС је оптужен да је изабрао Сајси за чланицу жирија како би Бресквици дала 0 поена. Она, као и Марија Шерифовић и Жика Зана, други чланови жирија који су Бресквици дали низак број поена, су добијали претње. Резултати нису били промењени, а гласање није било поновљено.

## Галерија
- Констракта после победе на Песми за Евровизију ’22
- после победе на Песми за Евровизију ’23
- после победе на Песми за Евровизију ’24
- Принц после победе на Песми за Евровизију ’25